# Stanisławy
Stanisławy (dodatkowa nazwa w j. kaszub. Stanisławë) – część wsi Szarłata w Polsce, położona w województwie pomorskim, w powiecie kartuskim, w gminie Przodkowo, na Kaszubach, na obszarze Pojezierza Kaszubskiego.
W latach 1975–1998 Stanisławy administracyjnie należały do województwa gdańskiego.